# Platte pet

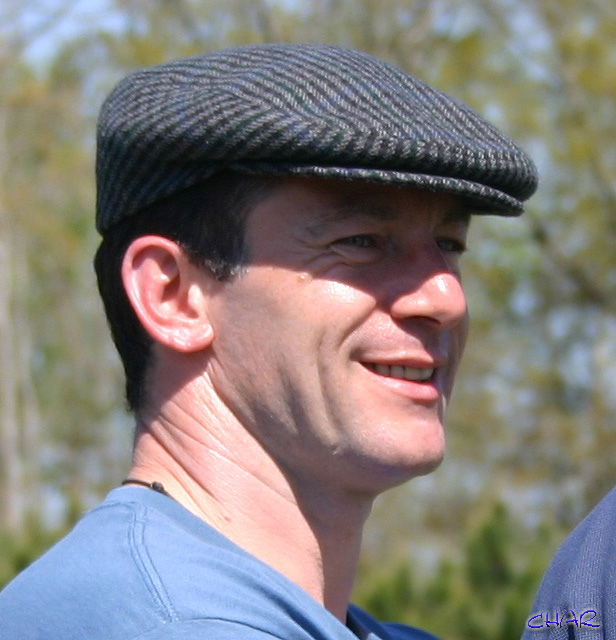
Acteur Jason Isaacs met platte pet

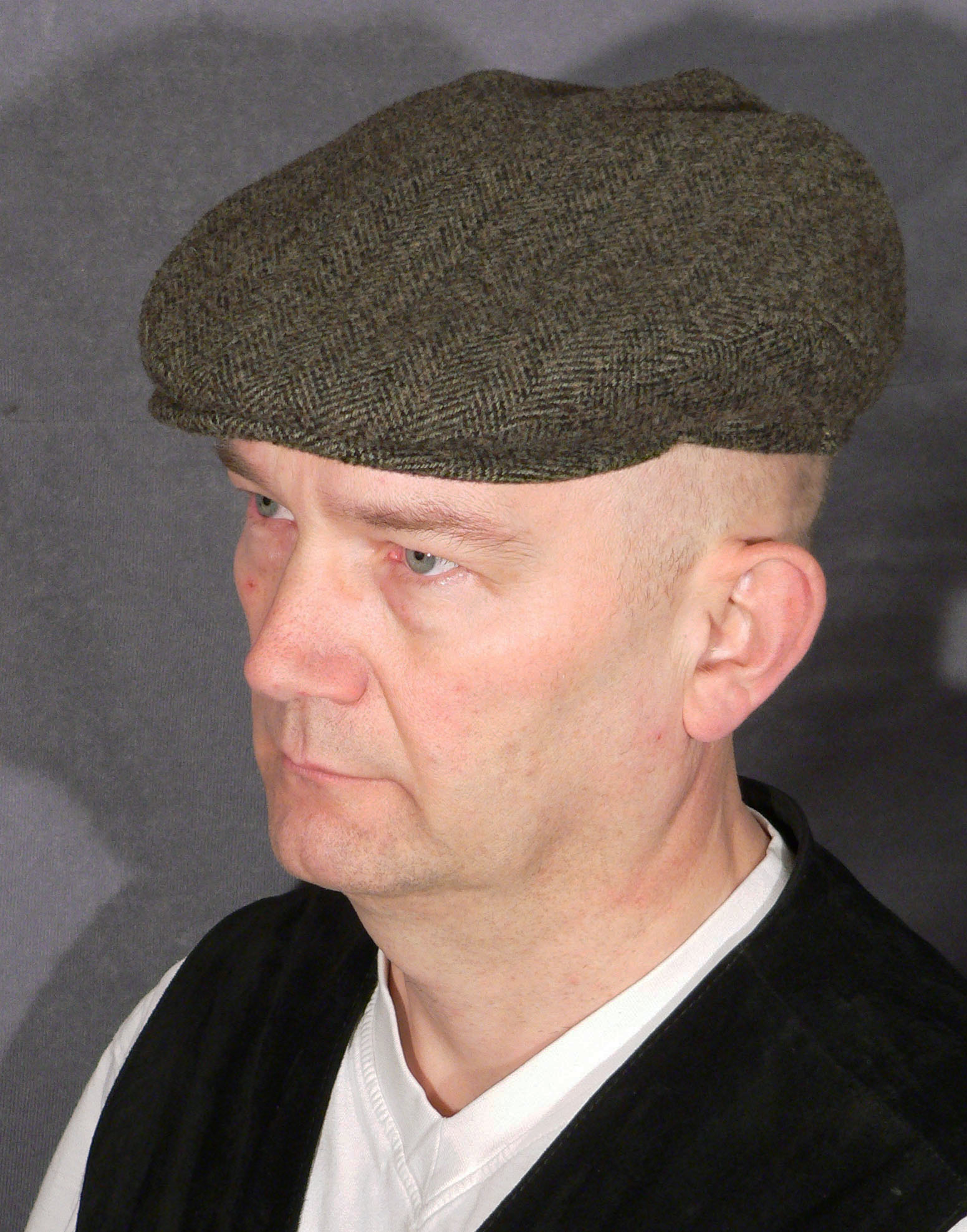
Wollen pet

De platte pet, klak of Engelse pet is een zachte ronde pet met een vlakke top. De pet lijkt op een baret met een klep. De voorkant van de kroon hangt naar voren over de klep en wordt er vaak met een drukknoop aan vastgezet. De pet kan gemakkelijk opgevouwen en in de jaszak gestopt worden.
De pet wordt van oudsher gemaakt van wol, maar ook wel van leer of andere stoffen.
Er zijn modellen met een flap aan de achterzijde die de nek en oren bedekt en beschermt tegen de kou. Er zijn ook modellen met oorflappen.
De platte pet was zeer populair bij mannen en jongens uit de arbeidersklasse aan het eind van de 19e en begin van de 20e eeuw. Als onderdeel van werkkleding had het een beschermende functie; het voorkomt bijvoorbeeld houtsnippers in het haar of haar in de machine. Tegenwoordig wordt de platte pet ook bij formelere kleding gedragen.
Bij sommige artiesten maakt de platte pet onderdeel uit van het kostuum, zoals Oleg Popov.

## Modellen
- Duitse klak; smalle kroon die kort op het hoofd aansluit.
- Engelse pet; wat wijdere kroon dan de klak.
- Duck face; pet waarbij het overhangende deel aan de voorzijde de gehele klep bedekt.
- Ballonpet; wat grotere bolle kroon.
- Gavroche;[3] hoger en breder dan de klak, met meestal met een knoop bovenop. De pet is opgebouwd uit een aantal stroken van beneden naar boven.
- Donegal; boller dan de klak en smaller dan de Gavroche, meestal met een knoop bovenop. De pet is opgebouwd uit een aantal stroken van beneden naar boven.

### In verschillende landen
- België: klak, klepmuts
- Canada: skip cap, cheese cutter
- China: ya-she-mao (鸭舌帽) of píng-dǐng-mào (平顶帽)
- Denemarken: sixpence
- Duitsland: Schiebermütze[4], Sportmütze, Schlägermütz , Schlägerp(f)anne, Batschkapp (Zuidwest-Duitsland), Froschmütze (omgeving Ulm)[5]
- Frankrijk: casquette anglaise
- Griekenland: trayaska (τραγιάσκα)
- Ierland: paddy cap
- Italië: coppola, bonette (Sicilië)
- Japan: hanchingu-bō (ハンチング帽)
- Korea: peullaeskaeb (플랫캡)
- Nederland: platte pet, herenpet, jongenspet, opapet, boerenpet
- Noorwegen: sikspens
- Nieuw-Zeeland: cheese cutter
- Polen: kaszkiet
- Rusland: kepka (кепка) of furazhka (фуражка)
- Schotland: bunnet
- Verenigd Koninkrijk: flat cap, drivers cap
- Verenigde Staten: flat cap, newsboy, newsie, cap, Kangol hat (vanwege het merk), slap cap, touring cap, cabby cap, beret cap, coppola
- Zweden: gubb-mössa of gubb-keps

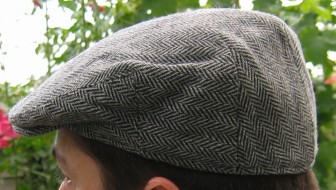
Zijaanzicht, visgraatpatroon
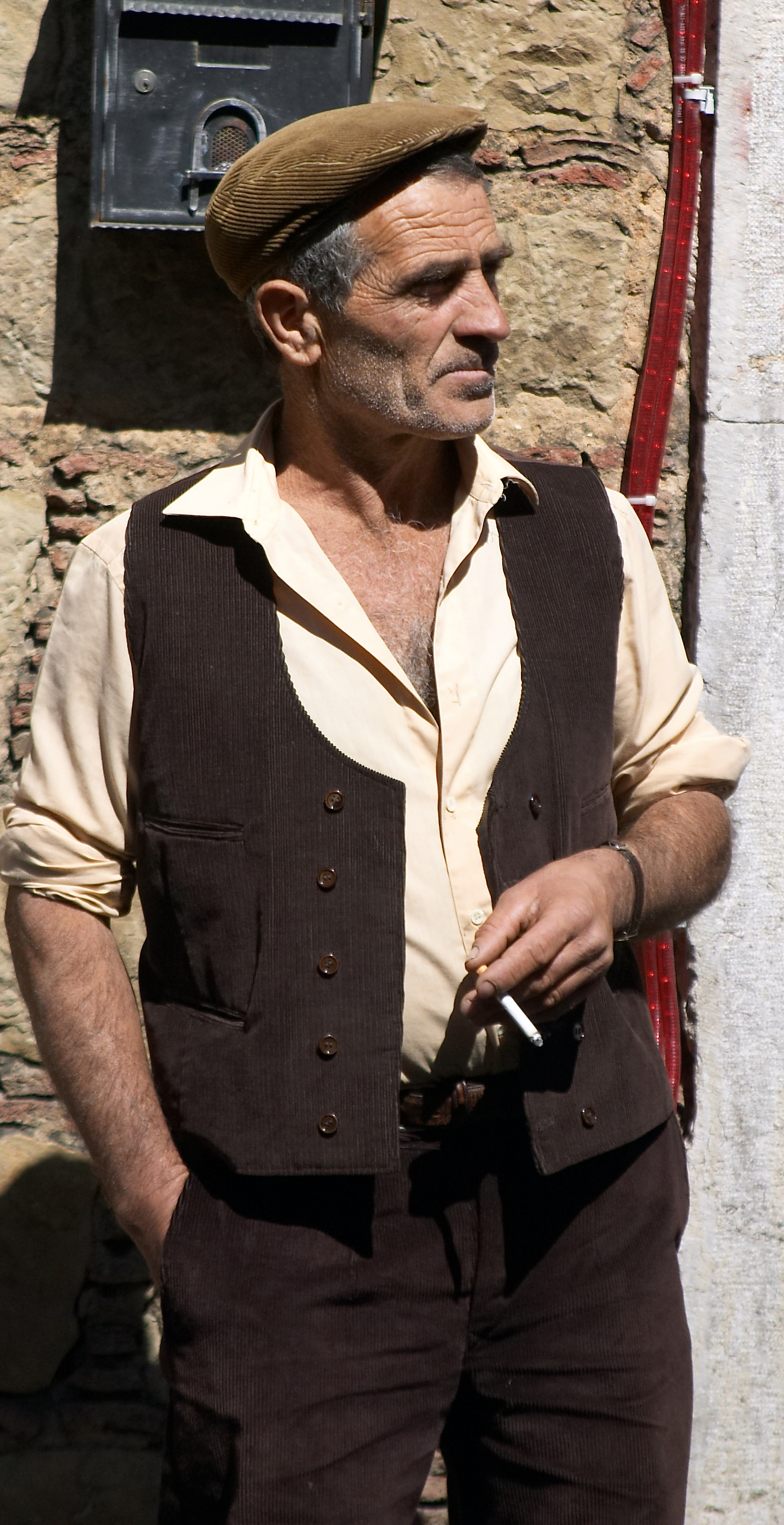
Siciliaan met coppola
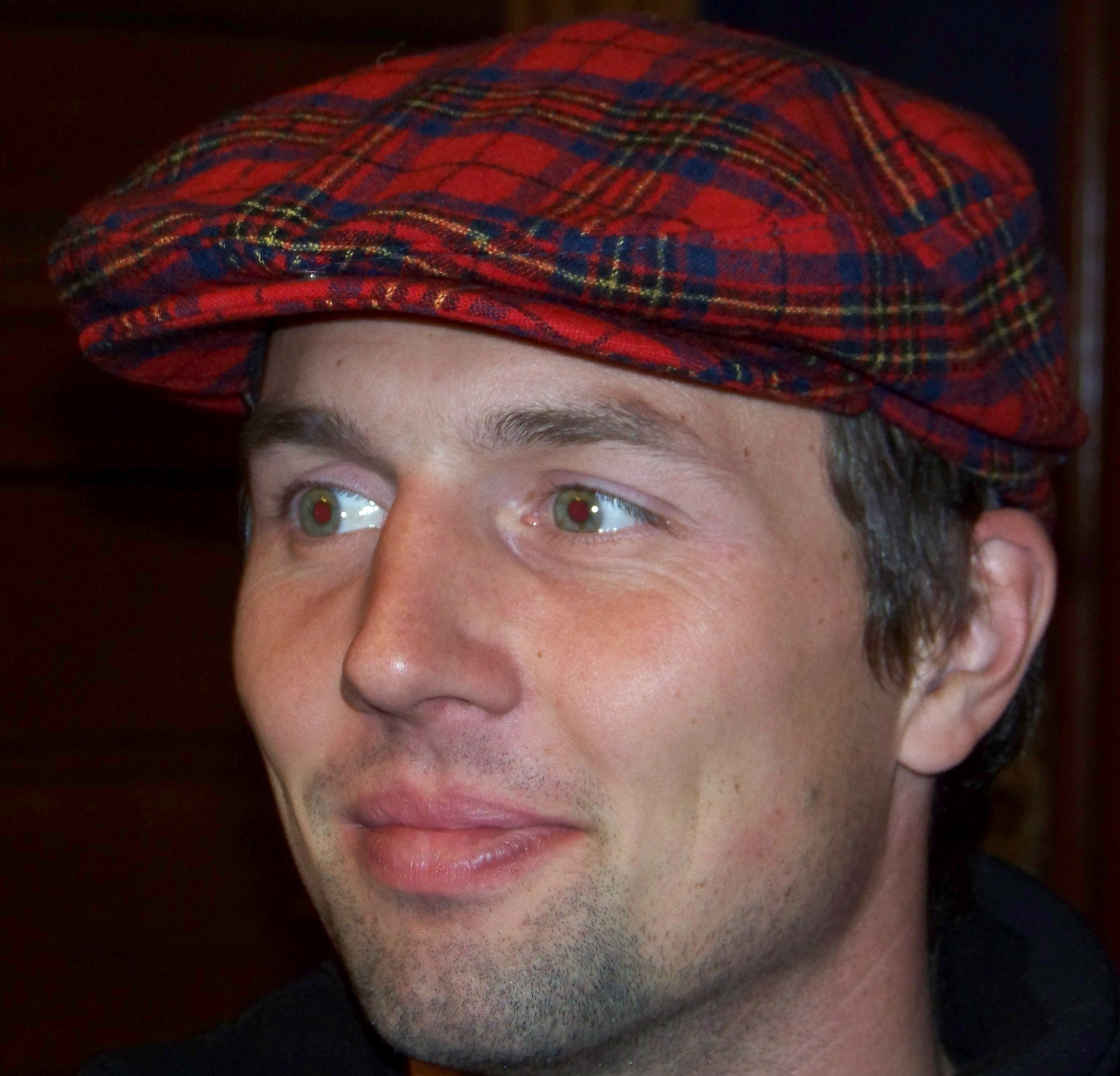
Geruite platte pet
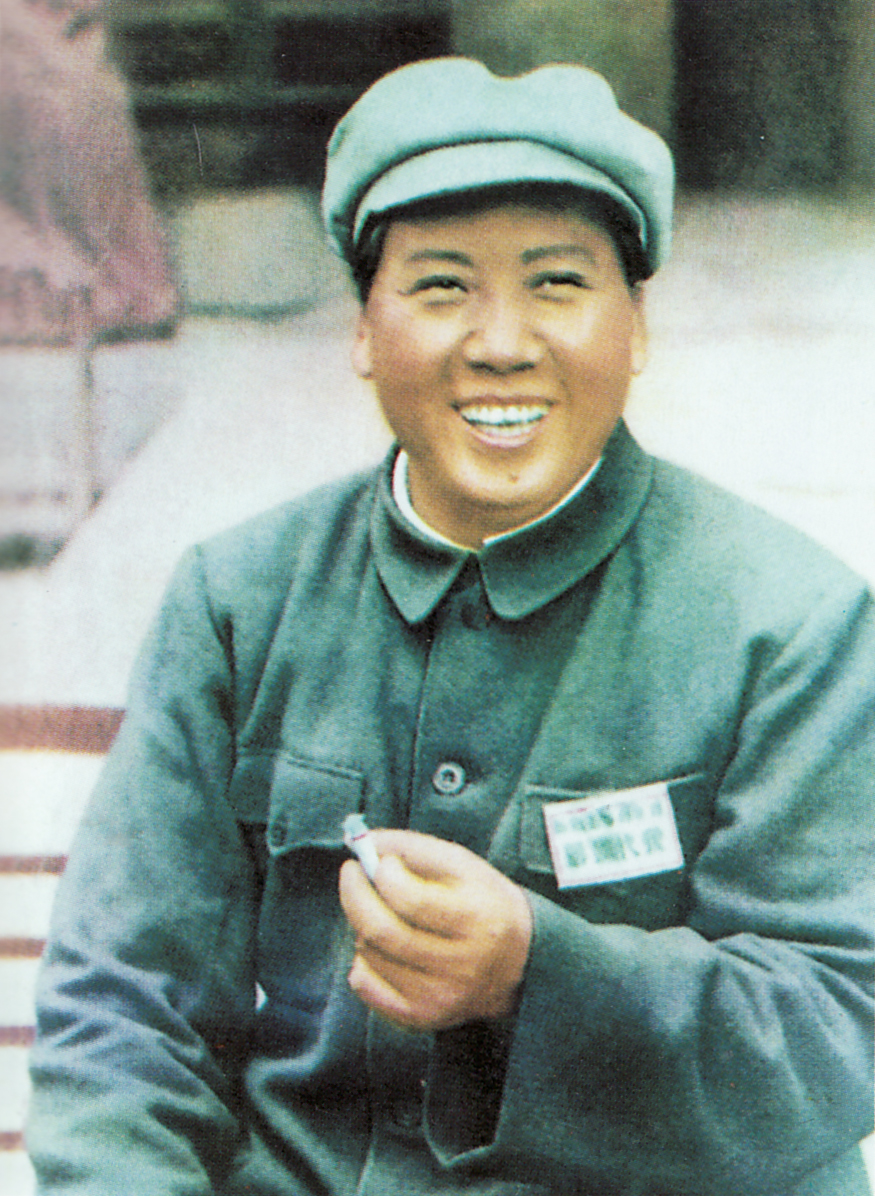
Mao Zedong ca. 1950, met een platte pet
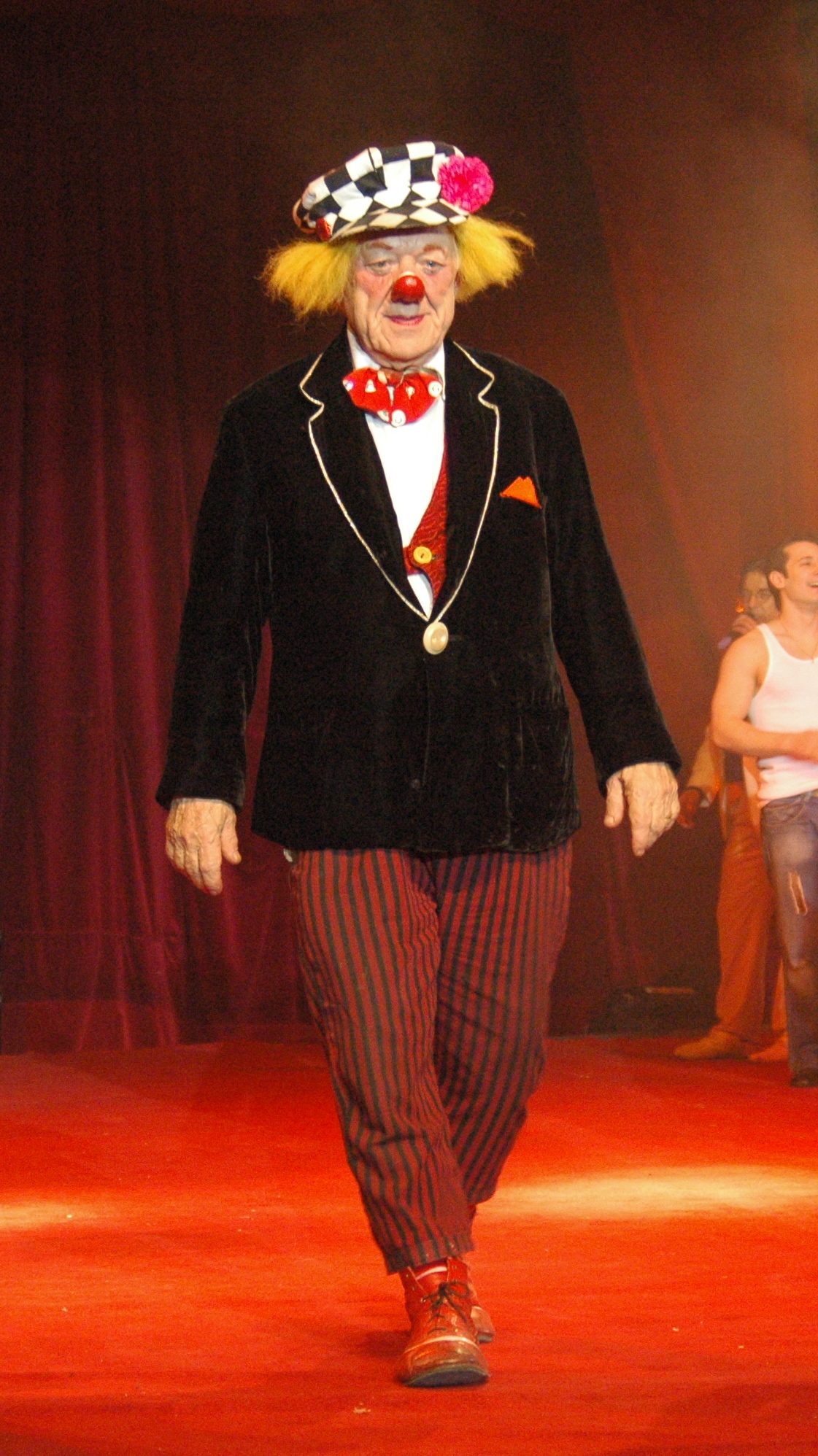
Oleg Popov met zijn grote platte pet
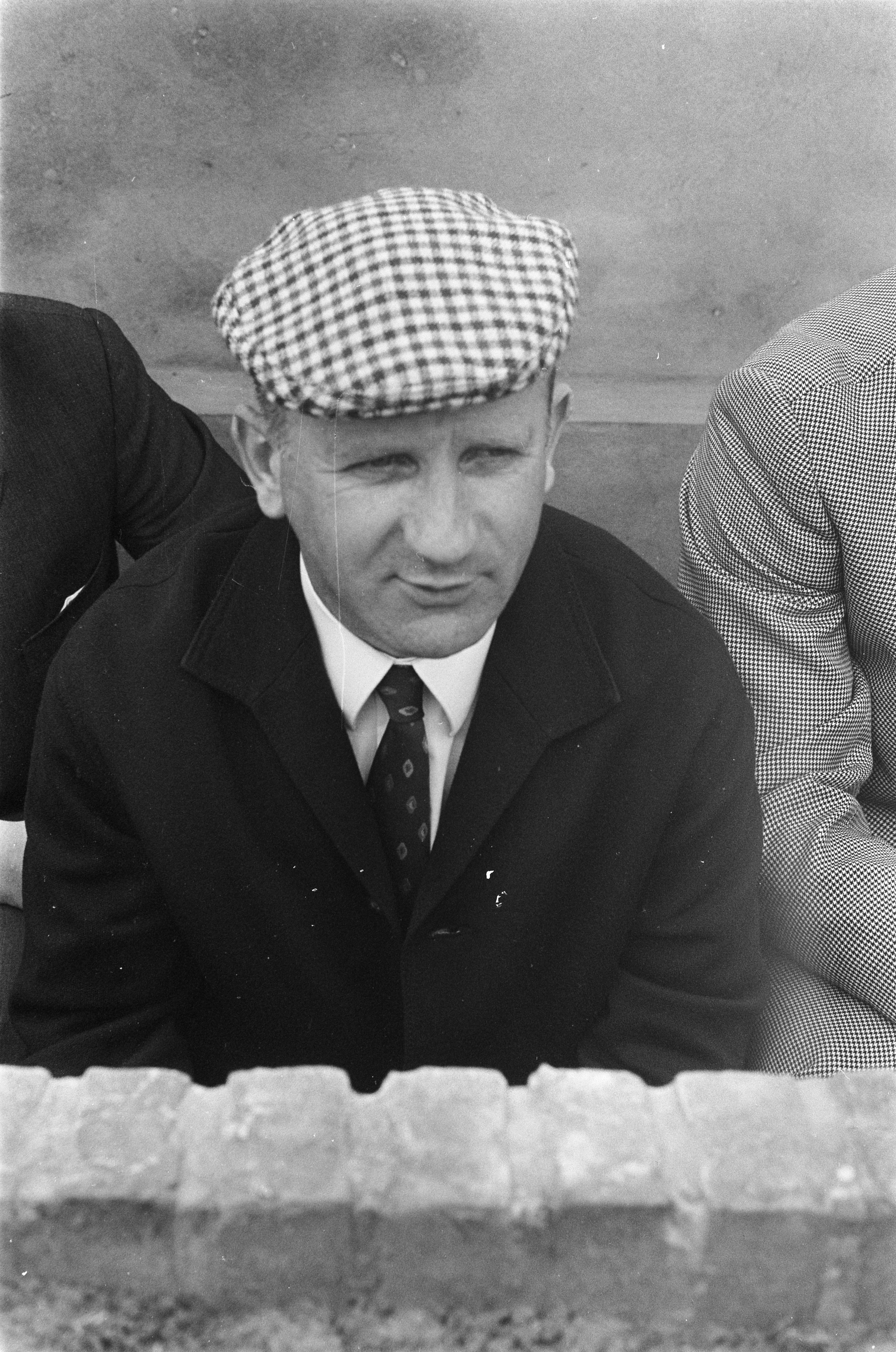
Voetbalcoach Kees Rijvers
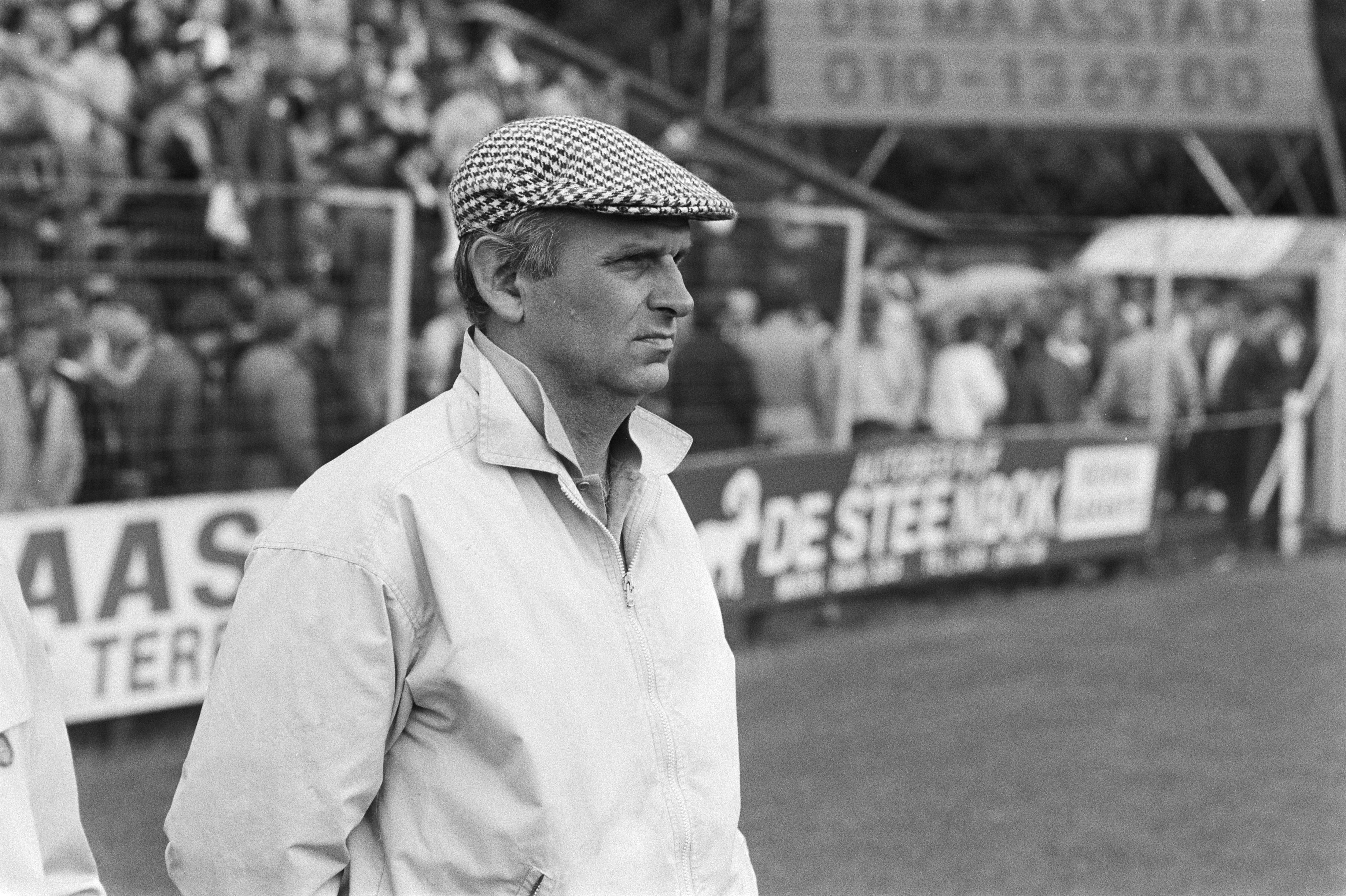
Voetbalcoach Barry Hughes
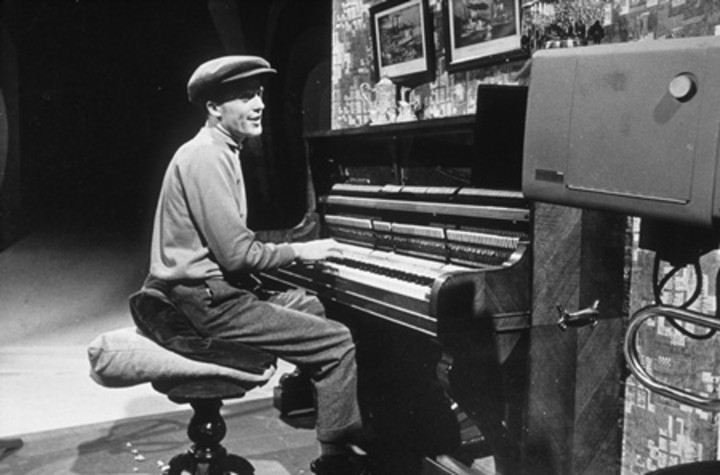
Zanger Gilbert O'Sullivan